# Dimos Irakleio
Dimos Irakleio (Irakleio) är en kommun i Grekland.   Den ligger i prefekturen Nomarchía Athínas och regionen Attika, i den sydöstra delen av landet, 9 km nordost om huvudstaden Aten. Antalet invånare är 49 642.